# Tigre de Bronce
Tigre de Bronce (Ben Turner) es un personaje que aparece en los cómics estadounidenses publicados por DC Comics. Creado por Dennis O'Neil, Leopoldo Durañona y Jim Berry, apareció por primera vez en Richard Dragon, Kung Fu Fighter #1 (mayo de 1975). El personaje es considerado uno de los mejores artistas marciales, asesinos y espías del Universo DC. Se le representa sobre todo como un justiciero independiente, miembro de la Liga de Asesinos y agente del Escuadrón Suicida, caracterizado como un villano o un antihéroe debido al lavado de cerebro y la manipulación de la Liga de Asesinos.

## Historial de publicaciones
Tigre de Bronce aparece por primera vez en Dragon's Fists, una novela de Dennis O'Neil y Jim Berry protagonizada por Richard Dragon.
La primera aparición de Tigre de Bronce en DC Comics fue en Richard Dragon, Kung Fu Fighter # 1 (abril / mayo de 1975).

## Biografía del personaje ficticio

### Primeros años
Ben Turner viene de un barrio negro de clase media alta en Ciudad Central. Cuando tenía tan sólo 10 años de edad, vio a un ladrón atacando a sus padres, y procedió a matar al hombre con un cuchillo de cocina. En un esfuerzo por controlar la rabia dentro de él, Turner se vuelve a las artes marciales (y, eventualmente, el crimen). Después de algún tiempo, Turner decide viajar al lejano Oriente para finalmente llegar a un acuerdo con sus demonios. Allí, se encuentra con el O-Sensei, y estudia con él, junto con el último recluta Richard Dragon. La reunión entre Turner y Dragon sirve como el inicio de la serie Richard Dragon, Kung Fu Fighter. Algún tiempo después se les acerca Barney Ling, de la organización conocida como G.O.O.D. (Organización Mundial de Defensa Organizada, en inglés), y ellos (renuentes) trabajando para Ling sirvió de base para la serie Kung Fu Fighter.
Un flashback en DC Comics Presents #39 (1981) muestra a Richard Dragon descubriendo que el Profesor Ojo le ha lavado el cerebro a Turner para convertirse en el Tigre de Bronce, y luego utilizado por Barney Ling (que resulta ser un traidor). Dragon y Turner demuestran ser iguales en la lucha, que sólo termina cuando Ling se cae accidentalmente por una ventana.

### Liga de Asesinos
Más tarde, en Suicide Squad #38, se muestra además la carrera de Turner, en la que él y Dragon son contratados por el Rey Faraday para trabajar por el FBI (Oficina Central de Inteligencia). No está claro si esto se entiende como un retcon o una adición a su historia. Asignado para acabar con la Liga de Asesinos, Dragon y Turner son descubiertos por la Liga, que matan a la prometida de Turner, Myoshi, y proceden a lavarle el cerebro de Turner. Turner se deshace de sus demonios al canalizarlos hacia la identidad del Tigre de Bronce, un asesino enmascarado que trabaja para la Liga.
Durante este tiempo, él también entrena a la hija del asesino David Cain, Cassandra, junto con otros miembros de la Liga. Como el Tigre de Bronce, Turner desarrolló una reputación temible en el mundo, su identidad sigue siendo un secreto para todos, excepto la Liga.
Como el Tigre de Bronce, Ben era temido en todo el mundo, y el Sensei era lo suficientemente inteligente como para asegurarse de que Ben casi nunca se quitara la máscara, enviándolo en una nueva misión tan pronto como terminaba otra. Por un tiempo, su identidad era secreta y se convirtió en uno de los criminales más buscados, el Tigre de Bronce siendo un asesino profesional, matando en tres continentes.
El Tigre de Bronce es finalmente enviado a asesinar a  Kathy Kane (la superheroína Batwoman), una amiga de Batman. Mientras lucha contra Batman (y lo derrota), otro asesino mata a Kane. Después de Crisis en Tierras Infinitas (conocida como post-Crisis) se determinó inicialmente que Kathy Kane nunca se había convertido en Batwoman, y había sido simplemente una amiga de Batman. Otro personaje que se llama Kate Kane se convirtió en Batwoman en 2006, y parece ser un personaje completamente diferente. Posteriormente, fue retroactivado que Kathy Kane fue reclutada originalmente para infiltrarse en el círculo íntimo de Batman, pero en su lugar se enamoró de Batman. Se ha dado a entender que ella no murió después de que el Tigre de Bronce la secuestró.
Al enterarse de la verdadera identidad de Tigre de Bronce, el Rey Faraday creó un equipo de rescate de Rick Flag y Nightshade. Recuperaron al Tigre, y fue desprogramado por Amanda Waller, que más tarde dirigió el Escuadrón Suicida.

### Suicide Squad
Waller más tarde recluta a Turner para el Escuadrón Suicida, estableciéndolo para convertirse en el líder del equipo, pero termina el segundo al mando del equipo bajo Rick Flag.  En la primera misión del equipo el Tigre enfrenta a Ravan, a quien brutalmente paraliza pero se niega a matar. Turner desarrolla una relación con Vixen, mientras es un miembro del equipo de apoyo del Escuadrón, Flo Crawley, guarda un flechazo por él. Encontrándose con Ravan de nuevo más tarde, Turner le convence para unirse al equipo, y los dos forman un dúo de combate eficaz.
El Escuadrón Suicida fue poblado principalmente por villanos, pero el Tigre es uno de los miembros "buenos" del equipo, pretendiendo equilibrar el reparto de personajes. A menudo hace cumplir las normas de Waller, como obligar a varios miembros del equipo a llevar dispositivos diseñados para obligarlos a comportarse bien. Una historia en solitario del Tigre de Bronce apareció como Bonus Book en Suicide Squad #21 (diciembre de 1988).
La naturaleza poco corrupta del Escuadrón finalmente conduce a la salida de Rick Flag y su aparente muerte en una explosión nuclear. Turner se convierte en el líder del equipo, un papel en el que se destaca, a menudo desobedeciendo órdenes directas para salvar la vida de su equipo (aunque fueran "prescindibles"). El miembro del equipo Duquesa, en realidad el soldado Apokoliptiano Lashina, traiciona al equipo y lleva a varios, incluyendo a Flo, a Apokolips. Flo no sobrevive al secuestro. 
Turner es finalmente enfrentado por sus superiores sobre sus acciones, y en la reunión subsiguiente la mente de Turner se quiebra.Él huye, viajando de vuelta a Oriente (dejando a Vixen en el proceso), donde pasa algún tiempo como un jenízaro.
Finalmente Amanda Waller reforma al equipo y recluta de nuevo a Turner. En el ínterin Turner se ha convertido en un hombre muy preocupado, que se distancia de Vixen y estaba constantemente incitando a Ravan a enfrentarse a él. En una misión poco después de que el equipo se había reformado Vixen es herida, lo que desbloquea los sentimientos de Turner por ella una vez más. Él sobre todo vuelve a su antiguo estado de ánimo. Vixen más tarde deja el equipo, y ella y Turner se separan en buenos términos.
En la última misión del equipo, el Escuadrón lucha para liberar a una nación isla pequeña de la tiranía de su gobernante aparentemente inmortal. El equipo debe pasar a través de un bosque conocido por causar alucinaciones. Mientras que los otros experimentan sus propios viajes mentales, Tigre de Bronce se enfrenta a sí mismo. Al derrotarse a sí mismo, y de esta manera exorcizar sus demonios, Turner vuelve a ser una persona completa. El tirano es posteriormente derrotado por Waller.
Poco después de salir del escuadrón, Turner ayuda a Bruce Wayne a buscar a Jack Drake (padre de Tim Drake) y Shondra Kinsolving, que habían sido secuestrados. Él se une a Flecha Verde y Gitana, un miembro de la efímera Fuerza Especial de la Liga de la Justicia. Giana forma una relación sentimental con Tigre. Más tarde él se convierte en su mentor en las artes marciales.
En una historia del título de Batgirl en 2005 Cassandra Caín comienza la búsqueda de su madre biológica, que ella cree que es Lady Shiva. Ella sigue la pista de Turner en Detroit, donde ha inaugurado el "Dojo del Tigre". Ambos son capaces de llegar a un acuerdo con la participación de Turner en la formación de Cassandra y le expresa su orgullo por convertirse en una heroína. Tigre de Bronce se reúne con Batman poco después. Él tiene que detener a un grupo de villanos y vengar a su maestro.

### III Guerra Mundial y más allá
En el evento World War III, Tigre de Bronce se muestra que se ha retirado, pero es persuadido por Amanda Waller para volver a la acción.
En Checkmate (vol. 2) Tigre de Bronce rescata a Rick Flag de una prisión secreta de Qurac, donde Flag había estado preso durante cuatro años. En particular, es visto con una variante del traje que llevaba en la Liga de Asesinos, con una máscara de cabeza de tigre (según el escritor Nunzio DeFilippis, lleva la máscara para demostrar que ya no tiene ningún poder sobre él).  Después, Amanda Waller aparece en el Dojo del Tigre, revelándole a Ben que ella filtró la información sobre el paradero de Flag. Ella alista su ayuda para buscar un equipo supuestamente rebelde del Escuadrón Suicida, un equipo que en realidad estaba siendo dirigido por Flag y Turner a instancias de Waller. 
En Countdown #39, Tigre de Bronce es uno de los miembros del Escuadrón Suicida tratando de traer a Pied Piper y el Trickster.
En una reciente aparición en la miniserie Gotham Underground, Tigre de Bronce es uno de los miembros del Escuadrón Suicida arrestando a Dos Caras, al  Sombrerero Loco, a Hugo Strange y al Espantapájaros. Mientras cachea al Espantapájaros, es gaseado por el villano que escapa, revelando un intenso miedo a los insectos.
Tigre de Bronce aparece en un one-shot relacionado con Blackest Night titulado Blackest Night: Suicide Squad #67 (parte de una serie de one-shots operando como volúmenes extras desde la cancelación de la serie). Él trabaja con sus compañeros del Escuadrón Suicida Conde Vértigo y Rick Flag para derribar un capo de la droga mexicano. Cuando los Seis Secretos intentan entrar en la cárcel de Belle Reve, Tigre de Bronce se queda afuera con Catman para ver quién es el artista marcial felino superior.

### The New 52
En The New 52 (un reinicio del universo DC Comics), Tigre de Bronce aparece como miembro de la Liga de Asesinos.

## Caracterización
El personaje es a menudo representado como un maestro en artes marciales cuya reputación lo convierte en uno de los mejores luchadores de la Tierra en el Universo DC; sus habilidades son a menudo comparables a las de Lady Shiva y Richard Dragon, ambos personajes con los que se dice que está a la par.En continuidades más recientes, el personaje también es aclamado como uno de los mejores espías del mundo.

## Poderes y habilidades
Normalmente, Tigre de Bronce no posee superpoderes, pero es un artista marcial altamente calificado dentro del Universo DC, conocido por sus reflejos ultrarrápidos y su dominio de varios estilos de artes marciales.A lo largo de su entrenamiento, ha estudiado con estimados maestros de artes marciales como Kirigi, O-Sensei y Sensei. Mientras se especializa en Taekwondo, ha adquirido experiencia en una amplia gama de disciplinas, incluyendo Boxeo, Hapkido, Jeet Kune Do, Silat, Jujutsu, Judo, Karate, Kung Fu, Muay Thai, Wing Chun y Vale Tudo.En particular, posee técnicas defensivas para cada estilo, lo que demuestra su comprensión integral de las artes marciales.También se le considera un líder de campo eficaz en el Escuadrón Suicida que atrae recursos a su alrededor y los utiliza para su mejor beneficio.Tigre de Bronce también es considerado un espía experto, ya que fue miembro del Sindicato (un consejo compuesto por espías de renombre como él) y sirve como un informante capaz en la comunidad mercenaria.
Tigfre de Bronce también tiene conocimiento en la manipulación de su propio chi, y su uso le permite acelerar su tiempo de curación.Desde New 52 en adelante, el personaje puede cambiar entre su forma humana y una forma humanoide, parecida a un tigre, a través de un talismán mágico supuestamente capaz de otorgarle una mayor destreza física a costa de quemar parte de su propia alma. En su forma animal, también es aparentemente inmune a los golpes en los puntos de presión.

## Otras versiones

### Amalgam Comics
En Amalgam Comics, la Pantera de Bronce es el gobernante de Wakanda y se llama B'Nchalla; una fusión del Tigre de Bronce (DC) y la Pantera Negra (Marvel).

## En otros medios

### Televisión
- Tigre de Bronce aparece en Batman: The Brave and the Bold episodio "El retorno de los colmillos temibles" con la voz de Gary Anthony Sturgis. Anteriormente el mejor estudiante del Maestro Wong Fei y protector de un pequeño pueblo, él posee mucho orgullo como artista marcial. Él ayuda a Batman a pelear contra el Trío Terrible en una sociedad reacia después de que mataron a su sensei, con quién Batman y el trío entrenaron. Él toma el poder del Tótem Wudang (tomándolo con lo que Batman llamó la lección más importante de Wong Fei: "Cuando te superen, haz trampa. ") Durante una pelea con el trío poderoso, convirtiéndose en un tigre. Él es revertido a la normalidad después de la pelea, decidiendo reabrir la escuela de Wong Fei, y teniendo una revancha amistosa con Batman. Además, Tigre de Bronce aparece en un cameo mudo en la segunda parte del episodio de dos partes "El ataque de Starro", como uno de los héroes poseídos por Starro, y más tarde, Tigre de Bronce reaparece una vez que se ha liberado del control mental de Starro. Por último, aparece brevemente en la secuencia de apertura de la serie, entre varios otros héroes conocidos.
- Michael Jai White interpreta a Ben Turner / Tigre de Bronce en Arrow episodio "Identidad".[20] Además de sus habilidades en artes marciales, tiene dos juegos de guantes con tres garras que lo hacen muy formidable, capaz de desviar flechas disparadas a corta distancia. En el episodio, Tigre de Bronce forma una alianza con China White y la Tríada China. Junto con China White, realizó una serie de redadas en transportes con suministros médicos para los hospitales de Starling City. A cambio de ayudar a la Tríada, él tendría la oportunidad de combatir y matar a Flecha Verde. Durante una redada en un camión de transporte sanitario, Flecha Verde consigue incapacitar a Tigre de Bronce al usar una flecha electrificada. Más tarde aparece en "Temblores" donde escapó de la cárcel con la ayuda de un traficante de armas que luego lo contrató para robar un prototipo del dispositivo de terremotos de la Mansión Merlyn. Él recupera el dispositivo, pero poco después es derrotado por Flecha Verde y Roy Harper. A su regreso a la cárcel, es abordado por Amanda Waller con una propuesta para reducir parte de su condena al ser reclutado en un "escuadrón". Ben aparece en el episodio "Escuadrón Suicida" como un miembro del equipo.[21] En este episodio, Ben es liberado de su encarcelamiento por A.R.G.U.S. para participar en una misión con el Escuadrón Suicida. Él se hace pasar por el guardaespaldas de John Diggle y finge ser tiroteado por Deadshot con el fin de ayudar a Diggle a ganar la confianza de Ghoulem Qadir. Más tarde, cuando Qadir captura y está por matar a Lyla Michaels, Ben lo mata. En el cómic de la temporada 2.5 de Arrow, que es canon con el programa, Turner muere mientras lucha contra el terrorista Khem Adam. Deadshot lleva su cuerpo de vuelta para ser enterrado en su país natal.

### Películas
- Una versión de universo alternativo de Tigre de Bronce, con elementos de Cheetah, aparece en Liga de la Justicia: Dioses y monstruos, con la voz de Arif S. Kinchen.
- Tigre de Bronce aparece en Suicide Squad: Hell to Pay, con la voz de Billy Brown. Esta versión era un exagente de la CIA que se convirtió en justiciero después de que su prometida fuera asesinada por un exmiembro de la Liga de Asesinos y juró nunca quitarle la vida a un inocente. Turner es reclutado por el programa Task Force X de Amanda Waller y tiene la tarea de recuperar una tarjeta mística "Salir del infierno gratis" por cualquier medio necesario. A lo largo de la misión, Turner desarrolla animosidad hacia el asesino y líder Deadshot. Después de que este último abandona el equipo para ver a su hija, Waller nombra a Turner como el nuevo líder del equipo. Cuando los secuaces del Profesor Zoom secuestran y reclutan a Killer Frost, Turner lidera el escuadrón en su seguimiento, solo para resultar gravemente herido por una trampa explosiva instalada por Zoom. El escuadrón deja a Turner en el hospital antes de que Deadshot reanude el liderazgo y los lleve a continuar la misión sin él. A pesar de sus heridas, Turner regresa durante el enfrentamiento final del escuadrón con Zoom, sacrificándose para distraer al velocista el tiempo suficiente para que Deadshot lo mate. Antes de morir, Turner hace las paces con Deadshot, quien a cambio le da la tarjeta "Sal del infierno gratis".
- Tigre de Bronce aparece en Batman: Soul of the Dragon, con Michael Jai White retomando el papel.[22]

### Videojuegos
- Tigre de Bronce aparece en Batman: Arkham Origins Blackgate (una secuela de Batman: Arkham Origins) con Gary Anthony Sturgis retomando su papel de Batman: The Brave and the Bold. Esta versión es el campeón de las peleas de prisión. Batman termina peleando con Tigre de Bronce en la "arena" del Pingüino. Después de que Batman derrota a Tigre de Bronce, los hombres del Pingüino atacan en represalia por no acabar con Tigre de Bronce. Tigre de Bronce recupera la conciencia y ayuda a Batman a derrotar a los hombres del Pingüino. En la escena poscréditos, Amanda Waller y Rick Flag tienen a Tigre de Bronce y Deadshot en su helicóptero planeando tenerlos en el Escuadrón Suicida.
- Tigre de Bronce aparece como un personaje jugable en Lego Batman 3: Beyond Gotham, con la voz de Ike Amadi. Su cabeza y arnés son similares a Tazar de Legends of Chima.
- Tigre de Bronce aparece como un personaje jugable en Lego DC Super-Villains, con la voz de Kane Jungbluth-Murry.

### Juguetes
- Tigre de Bronce es parte de la ola 18 de DC Universe Classics en 2011, incluyendo sus dos máscaras humana y tigre.[23]
- >Tigre de Broce aparece como minifigura de LEGO en el set LEGO 76160 Super Heroes Batbase Móvil.